# ساعت یک بامداد
ساعت یک صبح (به انگلیسی: One A.M) فیلمی کوتاه و صامت محصول ۱۹۱۶ کمپانی میوچوال است. یک پانتومیم تک‌نفره که چاپلین در آن توانایی‌های خود در پانتومیم را به نمایش می‌گذارد. آلبرت آستین تنها در چند ثانیه اول فیلم حضور دارد. در نقش راننده تاکسی که چاپلین را به خانه می‌رساند.

## داستان فیلم
چارلی از تاکسی پیاده می‌شود و وقتی که می‌خواهد در خانه‌اش را باز کند می‌فهمد که کلید را در خانه جا گذاشته است و از پنجره وارد خانه می‌شود و با وسایل خانه کلنجار می‌رود.

## نگارخانه

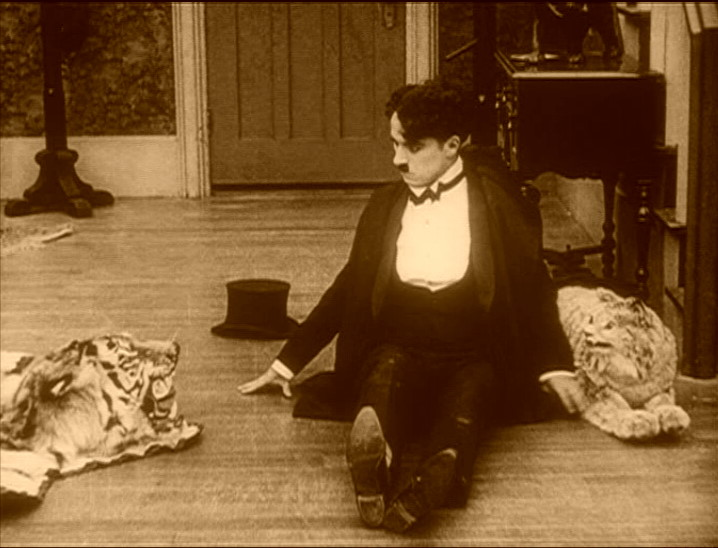
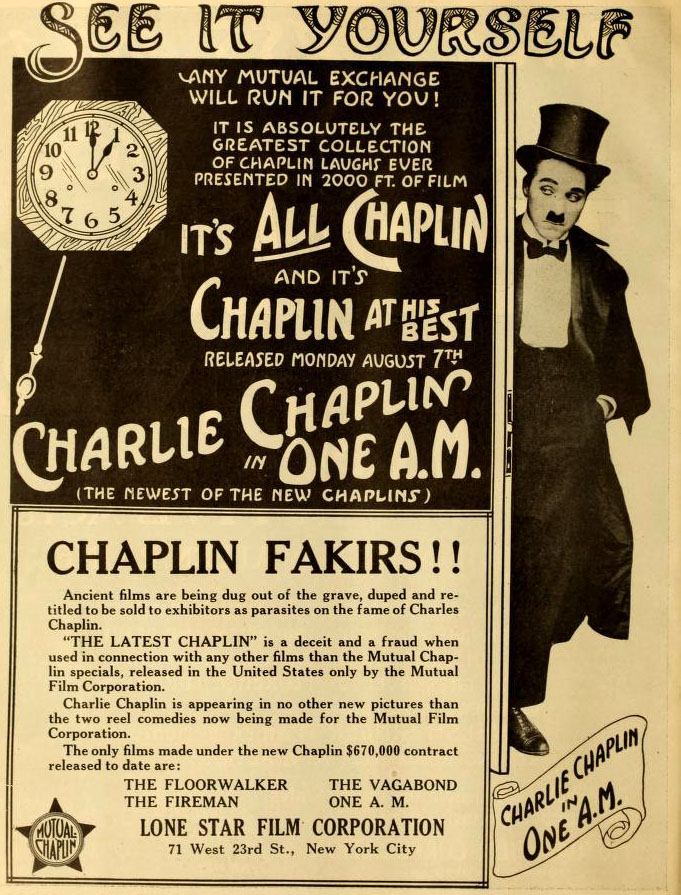